# Sudafrica ai Giochi della VIII Olimpiade
Il Sudafrica partecipò ai Giochi della VIII Olimpiade, svoltisi a Parigi dal 4 maggio al 27 luglio 1924,  
con una delegazione di 30 atleti impegnati in 7 discipline.
aggiudicandosi una medaglia d'oro, una medaglia d'argento e una medaglia di bronzo.

## Medagliere

### Per discipline
| Sport            | Oro | Argento | Bronzo | Totale |
| ---------------- | --- | ------- | ------ | ------ |
| Pugilato         | 1   | 0       | 0      | 1      |
| Atletica leggera | 0   | 1       | 1      | 2      |
| Totale           | 1   | 1       | 1      | 3      |

### Medaglie
| Medaglia | Atleta          | Sport            | Evento             |
| -------- | --------------- | ---------------- | ------------------ |
| Oro      | William Smith   | Pugilato         | Pesi gallo         |
| Argento  | Sydney Atkinson | Atletica leggera | 110 metri ostacoli |
| Bronzo   | Cecil McMaster  | Atletica leggera | Marcia 10000 metri |